# Villa Flora (Floriade 2012)
Villa Flora is een campusgebouw in de Nederlandse plaats Venlo. Het werd gebouwd als expositieruimte voor de Floriade in 2012 en werd na afloop samen met de nabijgelegen Innovatoren onderdeel van het bedrijventerrein Venlo Greenpark.

## Geschiedenis en beschrijving

### Cradle to Cradle ontwerp
Eind 2007 werden het concept voor Villa Flora voorgelegd aan de directie van de Floriade 2012 en de gemeente Venlo. De IJslands-Nederlandse architect Jón Kristinsson ontwierp het gebouw volgens het Cradle to Cradleprincipe, waarmee Venlo als eerste gemeente aan de slag ging.. De bouw  begon in 2010 en werd eind 2011 voltooid.

### Duurzaam gebouwd
Villa Flora bestaat voor een groot gedeelte uit isolatieglas en de vormgeving doet denken aan een tuinbouwkas. Het gebouw bestaat uit een aantal strookvormige delen, waarvan de voorste en langste een pergola is die tevens de entree vormt. Het dak van deze pergola ligt vol met zonnepanelen, met een maximaal vermogen van 138 kWp. Achter de entree liggen de kasruimtes en achteraan bevinden zich de kantoorruimtes. De betonnen draagconstructie met dubbele vloerelementen is met bouten aan elkaar geschroefd, waardoor deze in de toekomst makkelijk te demonteren is. Ook zijn hierdoor kabels en leidingen zonder breekwerk te veranderen.

### Zuinig met warmte en water
De ecologische voetafdruk wordt zo klein mogelijk gehouden door zeer efficiënte thermische isolatie en energiezuinige verlichting. Villa Flora en de Innovatoren zijn volledig gasloos: de warmte wordt 's zomers opgevangen in Villa Flora en door middel van de  warmte-koudeopslag-methode diep in de bodem opgeslagen. In de winter wordt deze warmte gebruikt om beide gebouwen te verwarmen. Het opgevangen regenwater wordt niet op het riool geloosd, maar hergebruikt in de toiletten of in de bodem geïnfiltreerd. Naast expositiegebouw was Villa Flora dan ook bedoeld als demonstratie van energie- en waterbesparing in de glastuinbouw.

### Energie van de zon
Op het dak van Villa Flora bevindt zich een bijzondere constructie: de U-vormige bogen zijn parabolische spiegels die het invallende zonlicht bundelen. Het was de bedoeling dat hierin strips met fotovoltaïsche cellen en zonnecollectoren het gebundelde zonlicht zouden omzetten in warmte en elektriciteit. 's Nachts koelen de met een fluorpolymeercoating behandelde spiegels sterk af, waardoor ze ook de koude kunnen opvangen. De spiegels zijn niet actief omdat de installatie wegens bezuinigingen niet is geïnstalleerd.

## Plannen na de Floriade
Het was de bedoeling dat het gebouw na de Floriade dienst zou gaan doen als kantoorgebouw, maar uiteindelijk werd besloten het gebouw om te vormen tot "Co CreatieLab", een kook- en smaakcentrum met collegezaal, verwerkingsruimten en proeffaciliteiten van Brightlands Campus Greenport Venlo. Onderzoekers, studenten en ondernemers ontwikkelen hier in samenwerking met onderwijsinstellingen als de HAS green academy, Universiteit Maastricht en Universiteit Wageningen nieuwe voedsel- en landbouwconcepten en proberen bestaande concepten te verbeteren. De herinrichting werd voltooid in 2015. In 2018 werden in het gebouw twee nieuwe onderzoekslaboratoria geopend.
- Poster van het ontwerp

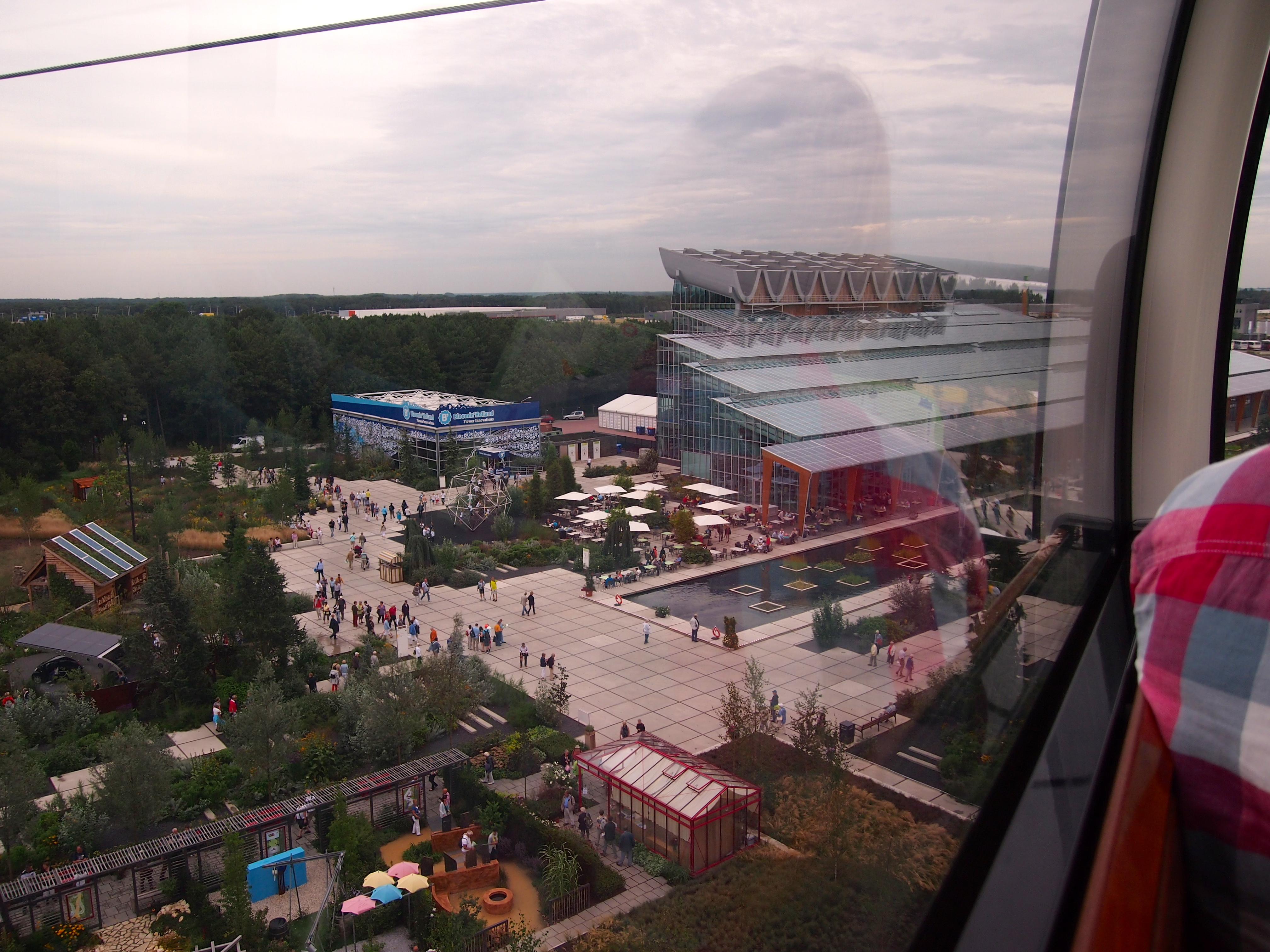
Blik vanuit Floriade kabelbaan
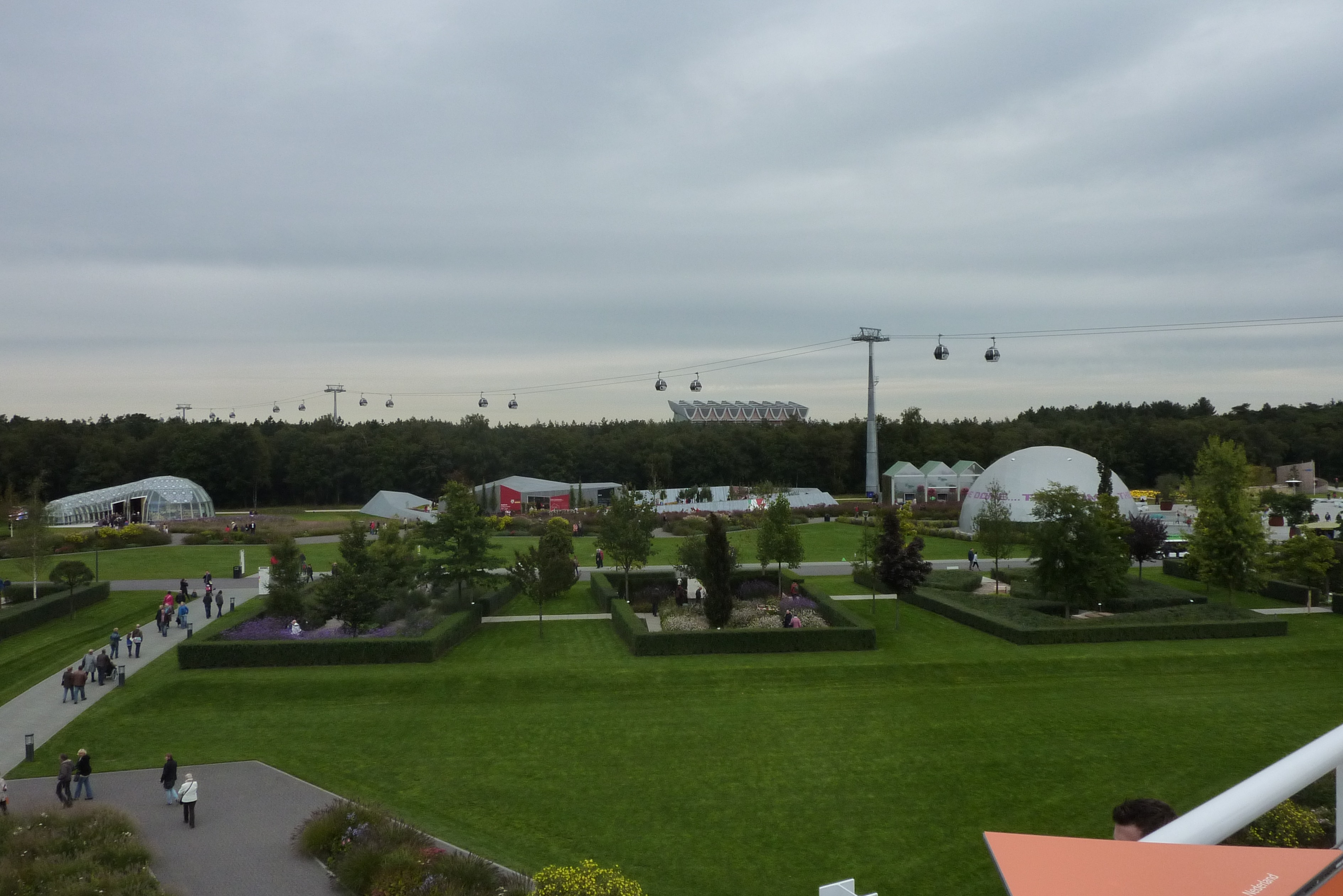
Herkenbaar achter bomenrij